# Lis blady
Lis blady, lis afrykański (Vulpes pallida) – gatunek drapieżnego ssaka z rodziny psowatych, występującego w Afryce w pasie od Senegambii do Morza Czerwonego (tzw. strefa Sahelu).

## Charakterystyka ogólna
Niewielki lis o wydłużonym wąskim pysku, z kształtu przypominający fenka, ma jednak dłuższe nogi i mniejsze, bardziej zaokrąglone uszy, jest też większy. Futro jasnopłowe, ogon puszysty, rudy z ciemnym zakończeniem. Brzuch i pysk białawe.

## Wymiary
długość ciała z głową, bez ogonaok. 40 cm
długość ogona23–29 cm
wysokość w kłębieok. 25 cm
masa ciałaok. 2–3,6 kg

## Pokarm
Najczęściej żywi się owocami, gryzoniami, małymi gadami, ptakami i jajami.

## Rozród
Biologia tych zwierząt jest słabo poznana. W miocie najczęściej 3 do 4 młodych.

## Tryb życia
Aktywny wieczorem i w nocy; żyje w grupach rodzinnych lub parach. Zamieszkują długie nory na głębokości 2-3 metrów, wysłane trawą.

## Biotop
Zamieszkuje piaszczyste i kamieniste sawanny w pasie równoleżnikowym od Senegambii do Morza Czerwonego.

## Podgatunki
Wyróżnia się pięć podgatunków lisa afrykańskiego:
- V. pallida cyrenaica Festa, 1921
- V. pallida edwardsi Rochebrune, 1883
- V. pallida harterti Thomas & Hinton, 1921
- V. pallida oertzeni (Matschie, 1910)
- V. pallida pallida (Cretzschmar, 1826)

## Status
Status lisa afrykańskiego i ewentualne zagrożenia dla tego gatunku nie zostały określone. Prawdopodobnie wyrządza pewne szkody w hodowli drobiu, dlatego może być tępiony jako szkodnik.